# Vicente Rondón
Vicente Paúl Rondón (* 29. Juli 1938 in Rio Chico, Miranda, Venezuela; † 28. Dezember 1992 in Caracas) war ein venezolanischer Boxer. Er war Weltmeister der Profiboxer im Halbschwergewicht.

## Werdegang
Vicente Rondon wuchs in extremer Armut in San Jose de Rio Chico auf. Um dieser Armut zu entgehen, trat er in jungen Jahren in die venezolanische Armee ein. Dort kam er mit Sport in Berührung und wurde ein guter Boxer. Im Amateurbereich bestritt er 34 Kämpfe, die er alle gewann. Größere Titelgewinne konnte er indessen nicht verzeichnen.
1965, im Alter von schon 27 Jahren wurde Vicente Rondon Berufsboxer, wobei er als Geburtsjahr fälschlicherweise 1944 angab. Sein Manager wurde Tuto Zabala. Er bestritt seinen ersten Kampf am 28. Juni 1965 in Caracas und gewann im Mittelgewicht über seinen Landsmann Joe Carabella durch KO in der 3. Runde. Seine nächsten Kämpfe bestritt er alle in Venezuela oder Puerto Rico. Er blieb dabei in seinen ersten vierzehn Kämpfen ungeschlagen.
Am 12. Januar 1968 boxte er erstmals in New York. Er traf dabei auf den eher zweitklassigen US-Amerikaner Bobby Wartem, gegen den er nach 10 Runden nach Punkten verlor. Er bekam trotzdem am 9. April 1968 einen weiteren Kampf in New York, in dem er dem ehemaligen WBA-Mittelgewichtsmeister der USA Jose Monon Gonzalez ebenfalls nach 10 Runden nach Punkten unterlag. Bei dieser Niederlage machte Vicente Rondon trotzdem einen so guten Eindruck, dass er am 3. Juni 1968 in San Juan in Puerto Rico gegen Luis Manuel Rodriguez, einem gebürtigen Kubaner und Ex-Weltmeister der WBC u. WBA im Weltergewicht, antreten durfte. Diesen Kampf verlor er nach 10 Runden nach Punkten, besiegte Rodriguez aber am 19. Juli 1968, wieder in San Juan, in der Revanche nach 10 Runden nach Punkten.
Am 26. Januar 1969 verlor Vicente Rondon in San Juan gegen den US-Amerikaner Bennie Briscoe, der damals zu den besten Mittelgewichtlern der Welt zählte, durch techn. KO in der 8. Runde. Nach diesem Kampf boxte er nur noch im Halbschwergewicht, um dem ständigen kräftezehrenden Abtrainieren zu entgehen. Diese Maßnahme machte sich sofort bezahlt, denn es folgten die erfolgreichsten Jahre in seiner Karriere. Er wurde als erstes am 30. Mai 1969 in Caracas venezolanischer Meister im Halbschwergewicht durch einen Punktsieg nach 12 Runden über Jose Luis Garcia. Am 6. Dezember 1969 besiegte er in Buenos Aires den argentinischen Meister im Halbschwergewicht Avenamar Peralta nach 10 Runden nach Punkten; mit dem gleichen Ergebnis schlug er am 8. November in San Jose Roger Rouse aus den Vereinigten Staaten und hatte sich damit das Recht gesichert, um den vakanten Weltmeistertitel der WBA im Halbschwergewicht zu kämpfen.
Zu diesem Kampf traten am 27. Februar 1971 in Caracas Vicente Rondon und der US-Amerikaner Jimmy Dupree an. Rondon nutzte seine Chance und gewann diesen Kampf durch KO in der 6. Runde und war damit neuer Weltmeister der WBA im Halbschwergewicht. Er verteidigte diesen Titel am 5. Juni 1971 in Caracas durch einen KO-Sieg in der 1. Runde über den Italiener Piero del Papa und am 21. August 1971 in Caracas durch einen Punktsieg nach 15 Runden über den US-Amerikaner Eddie Jones erfolgreich. Am 14. Oktober 1971 kämpfte er in einem Nicht-Titelkampf erstmals in Deutschland und besiegte dabei in Berlin Conny Velensek nach 10 Runden nach Punkten.
Am 26. Oktober 1971 verteidigte Vicente Rondon seinen Titel durch einen techn. KO-Sieg in der 14. Runde über Gomeo Brennan aus den USA erfolgreich und siegte am 25. Dezember 1971 in Cleveland, Ohio, auch über Doyle Baird aus den USA durch techn. KO in der 8. Runde.
Am 7. April 1972 bestritt Vicente Rondon den vielleicht wichtigsten Kampf seiner Laufbahn. er traf in Miami Beach, Florida, in einem sog. Vereinigungskampf auf den amtierenden Halbschwergewichts-Weltmeister der WBC Bob Foster aus den Vereinigten Staaten. Bob Foster gewann diesen Kampf durch techn. KO in der 2. Runde, nachdem er Vicente Rondon zweimal zu Boden geschickt hatte. Rondon musste deshalb seinen WBA-WM-Titel an Foster abgeben.
Nach dieser Niederlage bestritt Vicente Rondon noch zwölf Kämpfe, von denen er nur drei gewann. Er boxte dabei auch im Schwergewicht gegen körperlich weit überlegene Gegner, was ihm Niederlagen wie am 11. Juli 1972 in Denver, Colorado, gegen Ron Lyle durch KO in der 2. Runde, am 26. August 1972 in Canton, Ohio, gegen Ernie Shavers nach Punkten und am 1. Dezember 1972 in Madrid gegen Jose Manuel Urtain aus Spanien nach Punkten, einbrachte. Am 17. Oktober 1973 verlor er in Frankfurt/Main auch gegen den deutschen Ex-Europameister Rüdiger Schmidtke nach Punkten. Seinen letzten Profikampf bestritt er schließlich am 6. Juni 1974 in Tampa, Florida. In diesem Kampf verlor er gegen Jose Roman aus Puerto Rico durch KO in der 2. Runde.

## Nach dem Boxen
Nach seiner Boxerlaufbahn musste Vicente Rondon den harten Schlägen, die er vor allem in seinen letzten Kämpfen, als er gegen körperlich weit überlegene Schwergewichtler antrat, Tribut zollen. Er landete in einem Nervenkrankenhaus in Caracas. Nach seiner Entlassung wurde er straffällig und längere Zeit inhaftiert. Nach seiner Haftentlassung war er physisch und psychisch ein menschliches Wrack. Er, der einst in Venezuela ein umjubelter Nationalheld war, lebte vergessen und total verarmt bis zu seinem frühen Tod bei seiner alten Mutter in Santa Ana de Carapita bei Caracas.